# Walter Generati
Walter Generati   (Bomporto, 8 de setembre de 1913 - Mòdena, 8 de febrer de 2001) va ser un ciclista italià que fou professional entre 1936 i 1952. Com tots els ciclistes de la seva generació la Segona Guerra Mundial suposà una aturada de la seva carrera esportiva. El 1950 i 1951 va córrer a Sud-amèrica.
En el seu palmarès destaquen tres etapes del Giro d'Itàlia, el 1937, 1938 i 1940; i una al Tour de França, el 1937.

## Palmarès
- 1937
  - 1r a Torí-Ceriale
  - Vencedor d'una etapa al Tour de França
  - Vencedor d'una etapa al Giro d'Itàlia
- 1938
  - Vencedor d'una etapa al Giro d'Itàlia
  - Vencedor d'una etapa al Giro dels Tres Mars
- 1940
  - Vencedor d'una etapa al Giro d'Itàlia

### Resultats al Giro d'Itàlia
- 1936. 11è de la classificació general
- 1937. 6è de la classificació general. Vencedor d'una etapa
- 1938. 6è de la classificació general. Vencedor d'una etapa
- 1939. 21è de la classificació general
- 1940. 7è de la classificació general. Vencedor d'una etapa
- 1946. Abandona
- 1947. 33è de la classificació general

### Resultats al Tour de França
- 1937. Abandona (5a etapa). Vencedor d'una etapa